# مجلس سنای پاکستان
سنای پاکستان (اردو: ایوانِ بالا پاکستان) مجلس اعلای قوه مقننه دومجلسی پاکستان است، و به همراه مجمع ملی پاکستان مجلس شورای پاکستان را تشکیل می‌دهد.
ترکیب و اختیارات سنا که در سال ۱۹۷۳ تشکیل شده را قانون اساسی پاکستان معین می‌کند. هر یک از تقسیمات کشوری پاکستان ۱۴ سناتور و هر یک از مناطق قبیله‌ای فدرال فارغ از جمعیتشان ۸ سناتور دارند که در دوره‌های ۶ ساله فعالیت می‌کنند.
رئیس فعلی آن صادق سنجرانی است.